# سیدی عمار (استان تیبازه)
سیدی عمار (استان تیبازه) (به عربی: سيدي عمار) یک شهرداری در الجزایر است که در استان تیپازه واقع شده‌است.